# Lijst van gemeentelijke monumenten in Boekel
De gemeente Boekel kent 22 gemeentelijke monumenten. Hieronder een overzicht. 

## Boekel
De plaats Boekel kent 15 gemeentelijke monumenten:
| Object                               | Bouwjaar   | Architect                                                | Locatie                                    | Coördinaten                   | Nr.           | Afbeelding                           |
| ------------------------------------ | ---------- | -------------------------------------------------------- | ------------------------------------------ | ----------------------------- | ------------- | ------------------------------------ |
| Woonhuis                             |            |                                                          | Bergstraat 9                               | 51° 36' 0" NB, 5° 40' 34" OL  | 0755/wikinr1  | Woonhuis                             |
| Woonhuis                             |            |                                                          | Bernhardstraat 15                          | 51° 36' 16" NB, 5° 40' 32" OL | 0755/wikinr2  | Woonhuis                             |
| Boerderij                            |            |                                                          | Bovenstehuis 19                            | 51° 37' 9" NB, 5° 40' 38" OL  | 0755/wikinr3  | Boerderij                            |
| Sint Petrusbeeld                     | 1897       |                                                          | Burgtstraat (ong.)                         | 51° 36' 13" NB, 5° 40' 36" OL | 0755/wikinr4  | Sint Petrusbeeld                     |
| Kapel Sint Petrus                    |            |                                                          | Burgtstraat 18 / Rutger van Herpenstraat 3 | 51° 36' 11" NB, 5° 40' 35" OL | 0755/wikinr5  | Kapel Sint Petrus                    |
| Woonhuis                             |            |                                                          | Julianastraat 52                           | 51° 36' 29" NB, 5° 40' 21" OL | 0755/wikinr6  | Woonhuis                             |
| Café                                 |            |                                                          | Kerkstraat 26                              | 51° 36' 13" NB, 5° 40' 24" OL | 0755/wikinr7  | Café                                 |
| Raadhuis in expressionistische stijl | 1931       | J. Heykants                                              | Kerkstraat 30                              | 51° 36' 11" NB, 5° 40' 24" OL | 0755/wikinr8  | Raadhuis in expressionistische stijl |
| Villa                                |            |                                                          | Kerkstraat 43                              | 51° 36' 9" NB, 5° 40' 29" OL  | 0755/wikinr9  | Villa                                |
| Kruis                                |            |                                                          | Raadstraat (ong, kerkhof)                  | 51° 36' 12" NB, 5° 40' 10" OL | 0755/wikinr10 | Kruis                                |
| Villa                                |            |                                                          | Rutger van Herpenstraat 6                  | 51° 36' 9" NB, 5° 40' 33" OL  | 0755/wikinr11 | Villa                                |
| Boerderij                            |            |                                                          | Schutboom 1                                | 51° 36' 11" NB, 5° 39' 56" OL | 0755/wikinr12 | Boerderij                            |
| Gedenkteken                          | 5 mei 1951 | Frans van der Burgt (pilaar), C. van Ginneke (plaquette) | Sint Janplein (ong)                        | 51° 36' 12" NB, 5° 40' 20" OL | 0755/wikinr13 | Gedenkteken                          |
| Boerderij                            |            |                                                          | Statenweg 7                                | 51° 36' 12" NB, 5° 41' 37" OL | 0755/wikinr21 | Boerderij                            |
| Kachelmuseum                         |            |                                                          | Volkelseweg 8                              | 51° 37' 1" NB, 5° 40' 7" OL   | 0755/wikinr22 | Kachelmuseum                         |

## Venhorst
De plaats Venhorst kent 7 gemeentelijke monumenten:
| Object                            | Bouwjaar | Architect   | Locatie                                 | Coördinaten                   | Nr.           | Afbeelding                        |
| --------------------------------- | -------- | ----------- | --------------------------------------- | ----------------------------- | ------------- | --------------------------------- |
| Calvarieberg                      | 1935     |             | Sint Josephplein / Kerkpad, bij kerkhof | 51° 36' 29" NB, 5° 44' 10" OL | 0755/wikinr14 | Calvarieberg                      |
| Zwerfkei                          |          |             | Sint Josephplein (ong.)                 | 51° 36' 29" NB, 5° 44' 20" OL | 0755/wikinr15 | Zwerfkei                          |
| St. Corneliusschool (basisschool) | 1932     | J. Heykants | Sint Josephplein 7                      | 51° 36' 28" NB, 5° 44' 18" OL | 0755/wikinr20 | St. Corneliusschool (basisschool) |
| Villa                             |          |             | Sint Josephplein 13                     | 51° 36' 28" NB, 5° 44' 17" OL | 0755/wikinr16 | Villa                             |
| Pastorie                          | 1935     |             | Sint Josephplein 16                     | 51° 36' 30" NB, 5° 44' 21" OL | 0755/wikinr17 | Pastorie                          |
| Heilig Hartbeeld                  | 1947     |             | Sint Josephplein 18                     | 51° 36' 30" NB, 5° 44' 19" OL | 0755/wikinr18 | Heilig Hartbeeld                  |
| RK Sint Jozefkerk                 | 1934     | J. Elmers   | Sint Josephplein 18                     | 51° 36' 30" NB, 5° 44' 19" OL | 0755/wikinr19 | RK Sint Jozefkerk                 |

's-Hertogenbosch ·
Alphen-Chaam ·
Altena ·
Asten ·
Baarle-Nassau ·
Bergeijk ·
Bergen op Zoom ·
Bernheze ·
Best ·
Bladel ·
Boekel ·
Boxtel ·
Cranendonck ·
Deurne ·
Dongen ·
Drimmelen ·
Eersel ·
Eindhoven ·
Etten-Leur ·
Lijst van gemeentelijke monumenten in Geertruidenberg ·
Geldrop-Mierlo ·
Gemert-Bakel ·
Gilze en Rijen ·
Goirle ·
Halderberge ·
Heeze-Leende ·
Helmond ·
Heusden ·
Hilvarenbeek ·
Laarbeek ·
Land van Cuijk ·
Maashorst ·
Meierijstad ·
Moerdijk ·
Nuenen, Gerwen en Nederwetten ·
Oirschot ·
Oisterwijk ·
Oosterhout ·
Oss ·
Reusel-De Mierden ·
Roosendaal ·
Someren ·
Son en Breugel ·
Lijst van gemeentelijke monumenten in Steenbergen ·
Tilburg ·
Valkenswaard ·
Vught ·
Waalre ·
Waalwijk ·
Woensdrecht ·
Zundert